# Asplenium beckeri
Asplenium beckeri är en svartbräkenväxtart som beskrevs av Alexander Curt Brade. Asplenium beckeri ingår i släktet Asplenium och familjen Aspleniaceae. Inga underarter finns listade.